# Cerro Pintado (caserío)
Cerro Pintado es un caserío peruano ubicado en el distrito de Pacaipampa, perteneciente a la provincia de Ayabaca del departamento de Piura, al norte del Perú. 

## Ubicación
Cerro Pintado se ubica al sureste de la provincia de Ayabaca, en el distrito de Pacaipampa, en el departamento de Piura.

## Demografía
En 2017 Cerro Pintado tenía una población de 136 habitantes.
| Gráfica de evolución demográfica de Cerro Pintado entre 1993 y 2017 |
|                                                                     |
| Fuentes: Población 1993 y 2017                                      |